# Le Ham (Manche)
Le Ham település Franciaországban, Manche megyében. Lakosainak száma 312 fő (2022. január 1.). Le Ham Saint-Cyr, Écausseville, Éroudeville, Fresville, Hémevez, Orglandes, Urville és Picauville községekkel határos.

## Népesség
A település népességének változása:
| Lakosok száma | 417  | 373  | 387  | 313  | 349  | 318  | 307  | 310  | 312  | 312  |
|               | 1968 | 1982 | 1990 | 2006 | 2013 | 2015 | 2017 | 2019 | 2020 | 2022 |